# Greenacres (Floryda)
Greenacres – miasto w Stanach Zjednoczonych, w stanie Floryda, w hrabstwie Palm Beach.